# Fågelås prästgård, nord
Fågelås prästgård, nord este o arie protejată (arie specială de conservare — SAC, sit de importanță comunitară — SCI) din Suedia întinsă pe o suprafață de 10,8 ha, integral pe uscat.

## Localizare
Centrul sitului Fågelås prästgård, nord este situat la coordonatele 58°15′56″N 14°16′16″E / 58.2655°N 14.2711°E.

## Înființare
Situl Fågelås prästgård, nord a fost declarat sit de importanță comunitară în iunie 2001 pentru a proteja un număr necunoscut de specii din flora spontană și fauna sălbatică aflate în arealul zonei. Situl a fost protejat și ca arie specială de conservare în martie 2011.

## Biodiversitate
Situată în ecoregiunea boreală, aria protejată conține 1 habitat natural: Pășuni din zone de pădure fino-scandinave.
La baza desemnării sitului se află un număr nedeclarat de specii protejate.